# دهستان پائین جوین
دهستان پائین جوین نام دهستانی در بخش هلالی شهرستان جغتای، استان خراسان رضوی در ایران است. براساس سرشماری مرکز آمار ایران در سال ۱۳۸۵، جمعیت آن ۱۲۵۳۶ نفر (۳۰۵۱ خانوار) بوده‌است.